# Tullio Levi-Civita
Tullio Levi-Civita, italijanski matematik, * 29. marec 1873, Padova, Italija, † 29. december 1941, Rim. 

## Življenje in delo
Levi-Civita je bil profesor racionalne mehanike na Univerzi v Padovi in potem v Rimu. Skupaj z Ricci-Curbastrom je odkril in razdelal absolutni diferencialni račun in tenzorsko algebro. Ukvarjal se je tudi z nebesno mehaniko, hidrodinamiko in teorijo diferencialnih enačb. Dela: Lezioni di calcolo diffreneciale assoluto (1925); Lezioni di meccanica razionale (1923–1927). 
Sovisnost nad psevdoriemannovo mnogoterostjo, ki je simetrična in uglašena z metriko, se imenuje Levi-Civitajeva sovisnost. Levi-Civitajeva sovisnost je z metričnim tenzorjem {\displaystyle g_{ik}} natančno določena. V krajevnem soredju je:
{\displaystyle \Gamma _{kj}^{i}={1 \over 2}g^{i\alpha }\left({\partial  \over \partial x^{k}}g_{\alpha j}+{\partial  \over \partial x^{j}}g_{k\alpha }-{\partial  \over \partial x^{\alpha }}g_{kj}\right)\!\,.}
Koeficienti, ki določajo Levi-Civitajevo sovisnost, se imenujejo Christoffelovi simboli. Pomemben je antisimetričen Levi-Civitajev tenzor:
{\displaystyle \epsilon _{ijkl}=(-g)^{1/2}[ijkl]\!~,,}
kjer je popolnoma antisimetričen Levi-Civitajev simbol:
{\displaystyle (ijkl)=\left\lbrace {\begin{matrix}&~1;&{\hbox{pri}}\;(i,j,k,l)\;{\hbox{soda permutacija}}\;(1,2,3,4)\\&-1;&{\hbox{pri}}\;(i,j,k,l,)\;{\hbox{liha permutacija}}\;(1,2,3,4)\\&~0;&{\hbox{sicer}}\end{matrix}}\right.}
Znan je tudi kontravariantni Levi-Civitajev tenzor:
{\displaystyle \epsilon ^{ijkl}=(-g)^{-1/2}[ijkl]\!\,.}